# Frances Mayes
Frances Mayes (ur. 4 kwietnia 1940 w Fitzgerald) – amerykańska profesor literatury oraz poetka, prozaiczka i eseistka. Najbardziej znana jako autorka wspomnień Pod słońcem Toskanii.
Ukończyła studia na Uniwersytecie Florydy, gdzie uzyskała tytuł licencjata. W 1975 roku zdobyła tytuł magistra na San Francisco State University, gdzie następnie została profesorem na Wydziale Literatury. Zadebiutowała jako pisarka zbiorami poezji. Największy rozgłos przyniosło jej jednak opublikowanie wspomnień pt. Pod słońcem Toskanii (Under the Tuscan Sun: At Home in Italy, 1996). Dzieło to utrzymywało się na liście bestsellerów „New York Times” przez dwa lata. Na jego podstawie powstał film o tym samym tytule, ale ze zmodyfikowaną fabułą, odbiegającą od oryginału.
W 2002 roku opublikowała swoją pierwszą powieść pt. Słodka leniwa Georgia (Swan).

## Twórczość wybrana
Cykl Pod słońcem Toskanii
- Pod słońcem Toskanii (Under the Tuscan Sun: At Home in Italy, 1996)
- Bella Toskania (Bella Tuscany, 1999)
- Codzienność w Toskanii (Every Day in Tuscany, 2010)

Inne utwory
- Słodka leniwa Georgia (Swan, 2002)
- Rok w podróży: Dzienniki pasjonatki (A Year in the World: Journeys of A Passionate Traveller, 2006)
- Pod drzewem magnolii (Under magnolia a southern memoir, 2014)